# Santo Antônio do Sudoeste (kommun)
Santo Antônio do Sudoeste är en kommun i Brasilien.   Den ligger i delstaten Paraná, i den södra delen av landet, 1 300 km sydväst om huvudstaden Brasília. Antalet invånare är 18 905.
Följande samhällen finns i Santo Antônio do Sudoeste:
- Santo Antônio do Sudoeste

Omgivningarna runt Santo Antônio do Sudoeste är huvudsakligen savann. Runt Santo Antônio do Sudoeste är det ganska glesbefolkat, med 21 invånare per kvadratkilometer.